# مردخاي لوك
مردخاي بن مسعود لوك (المعروف أيضًا باسم جوزيف دهان ) كان مغامرًا إسرائيليًا أدانته المحاكم الإسرائيلية بالسجن لمدة 10 سنوات بتهمة التجسس لصالح مصر. وقد لفت انتباه العالم عندما عثرت عليه السلطات الإيطالية في مطار روما مقيدًا ومكممًا ومخدرًا ومحشوًا في صندوق بريد في طريقه إلى القاهرة ضمن بريد دبلوماسي . وفي روما اعترف لوك بأنه "تجسس" لصالح مصر  وتم تسليمه إلى إسرائيل بناءً على طلب دولة إسرائيل.
وصل لوك إلى إسرائيل من المغرب التى كانت تحت الجماية الإسبانية في ذلك الوقت في عام 1949 واستقر في تل أبيب . في عام 1961 انشق لوك عن الجيش الإسرائيلي وهرب إلى قطاع غزة ، تاركًا خلفه زوجة وأربعة أطفال.